# Ceropsilopa staffordi
Ceropsilopa staffordi är en tvåvingeart som beskrevs av Cresson 1925. Ceropsilopa staffordi ingår i släktet Ceropsilopa och familjen vattenflugor. Inga underarter finns listade i Catalogue of Life.